# Mainzer Straße (Wiesbaden)
Die Mainzer Straße in Wiesbaden hat ihren Namen daher, dass sie ursprünglich nach Mainz-Kastel führte, dem früheren rechtsrheinischen Stadtteil von Mainz.
Die Mainzer Straße beginnt östlich der Innenstadt als Abzweig nach Süden von der Frankfurter Straße und ist nach der kreuzungsfreien Unterquerung des Gustav-Stresemann-Rings (1. Ring – Bundesstraße 54) als Bundesstraße 263 in jeder Richtung zweistreifig mit Busspur und Mittelstreifen ausgebaut. Der 2. Ring (Theodor-Heuss-Ring) überquert die Mainzer Straße mit einem Brückenbauwerk. Sie zählt neben der Schiersteiner Straße und der Berliner Straße zu den wichtigsten und am besten ausgebauten Ein- und Ausfallstraßen der hessischen Landeshauptstadt. Sie verbindet Wiesbaden mit der Anschlussstelle Wiesbaden-Mainzer Straße der A 66 und mit dem Beginn der A 671 an der Anschlussstelle Mainz-Amöneburg. An dem unter der Anschlussstelle gelegenen Kreisverkehr knickt die Mainzer Straße nach Südwesten ab und führt unter dem Gleisdreieck am Bahnhof Wiesbaden Ost hindurch zu ihren Endpunkt an der Kreuzung mit der Kasteler Straße.
Südlich des 1. Rings erschließt die Mainzer Straße mit dem Hochhaus Terrum Tower in der Mainzer Straße 75, diversen Autohäusern, ehemaligen Fabriken und Restaurants von Fast-Food-Ketten sowie Elektronikmärkten eines der wenigen Gewerbegebiete in der Nähe der Wiesbadener Innenstadt. Die Bebauung dieses Gebietes war in den letzten Jahrzehnten des 20. Jahrhunderts einem tiefgreifenden Wandel unterworfen durch Aufgabe von Betriebsstätten, deren Abbruch und eine anschließende Neubebauung durch andere Nutzer. Abgerissen wurden etwa die Gebäude der Entsorgungsbetriebe, die am Dyckerhoffbruch einen Neubau-Komplex bezogen haben, und die Gebäude der ehemaligen Gartenbauzentrale (hier ist seit dem Jahr 2009 ein Justizzentrum). Auch das Schlachthof-Gelände wurde nahezu vollständig dem Erdboden gleichgemacht, nachdem der Schlachthof Ende 1990 geschlossen und die letzten Betriebe des Fleischgroßmarktes 1994 umgesiedelt worden waren. Es befinden sich dort neben dem Kongress-Parkplatz für die Rhein-Main-Hallen nur noch zwei Gebäude, die als Kulturzentrum genutzt werden.

## Bauwerke in der Mainzer Straße

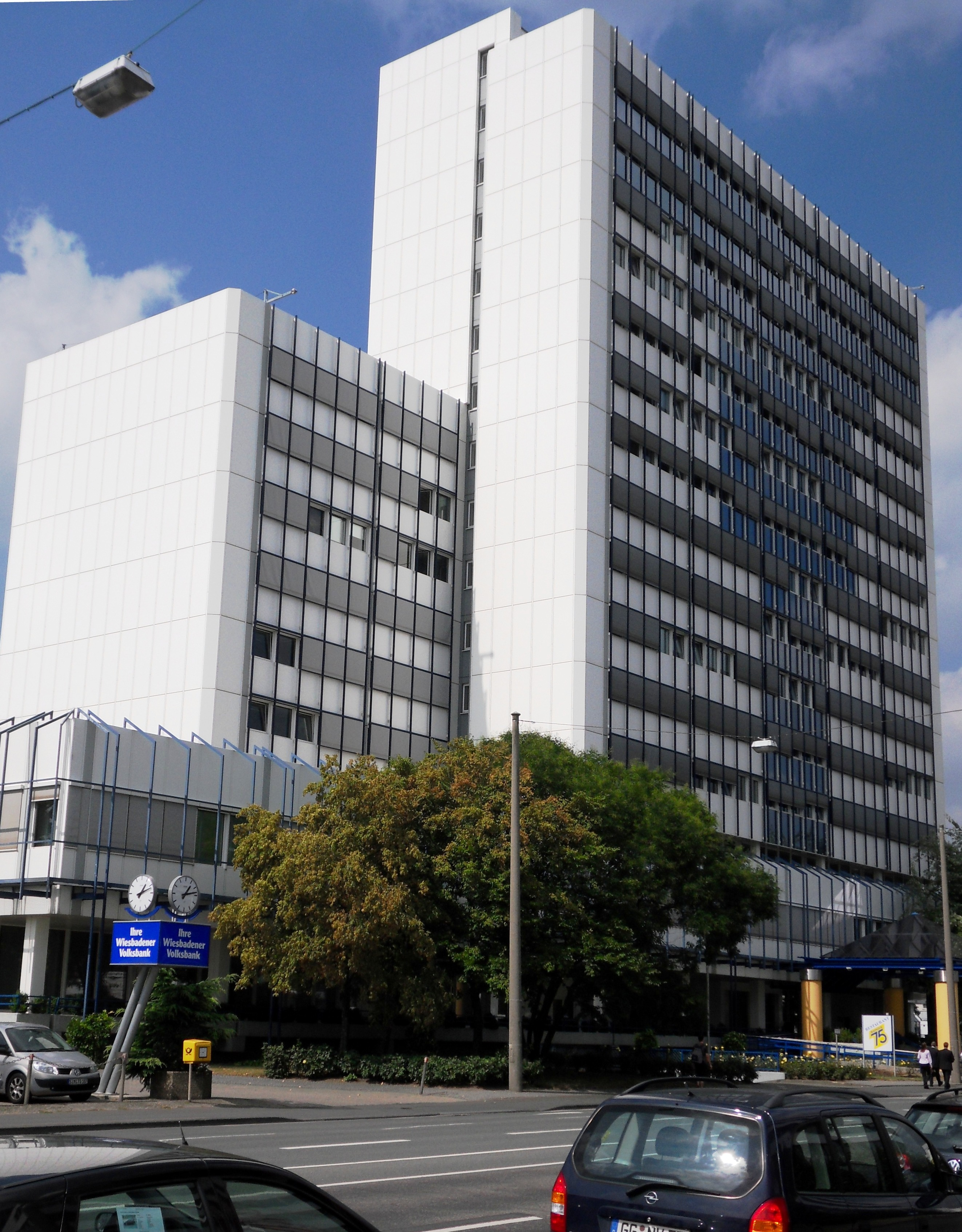
Hochhaus Mainzer Straße 75 (Terrum Tower)
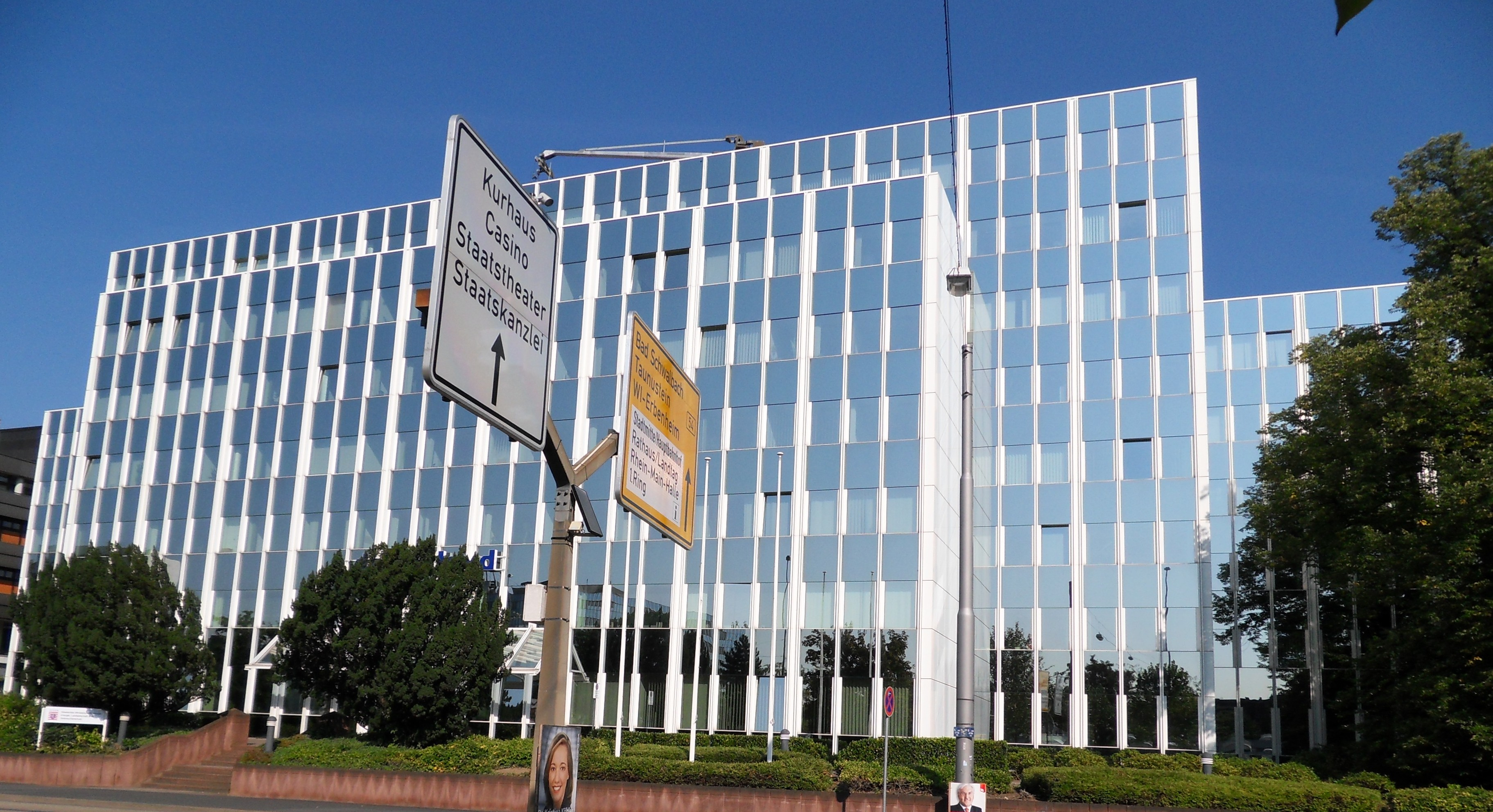
Das Hessische Ministerium für Umwelt, Energie, Landwirtschaft und Verbraucherschutz Mainzer Straße 80
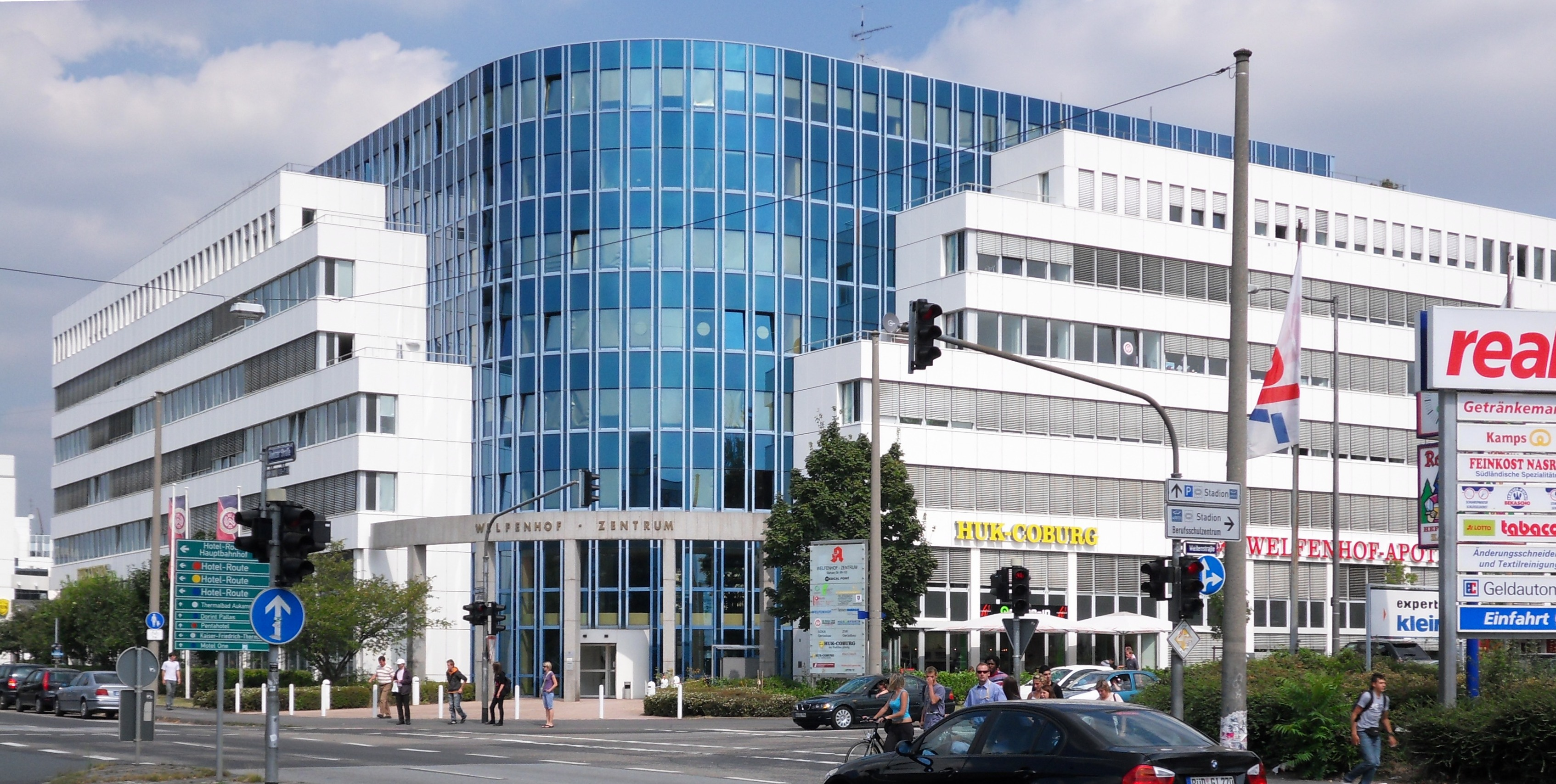
Welfenhof-Zentrum
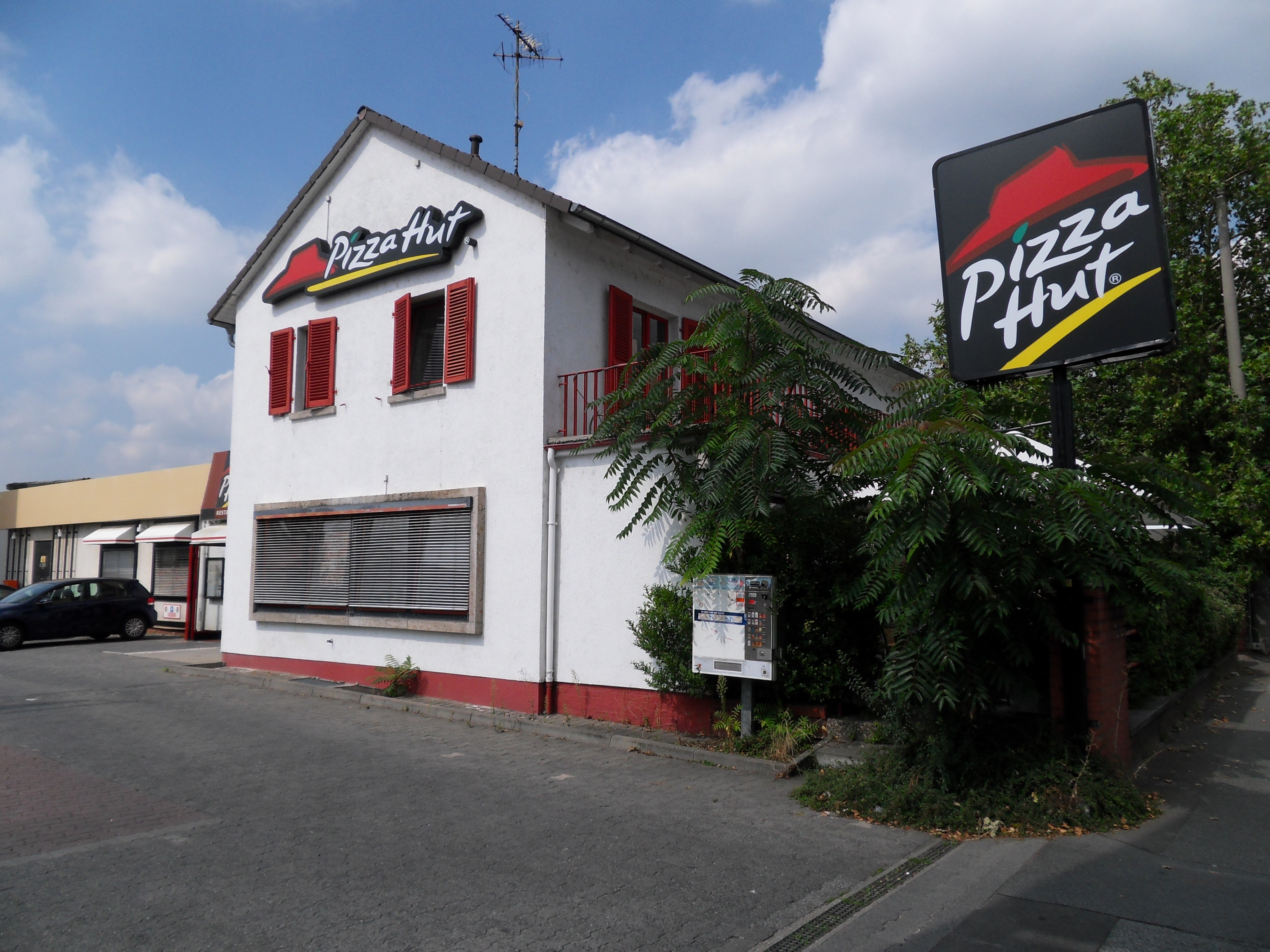
Eines der kleinsten Häuser auf einem der kleinsten Grundstücke zwischen neuen Großbauten
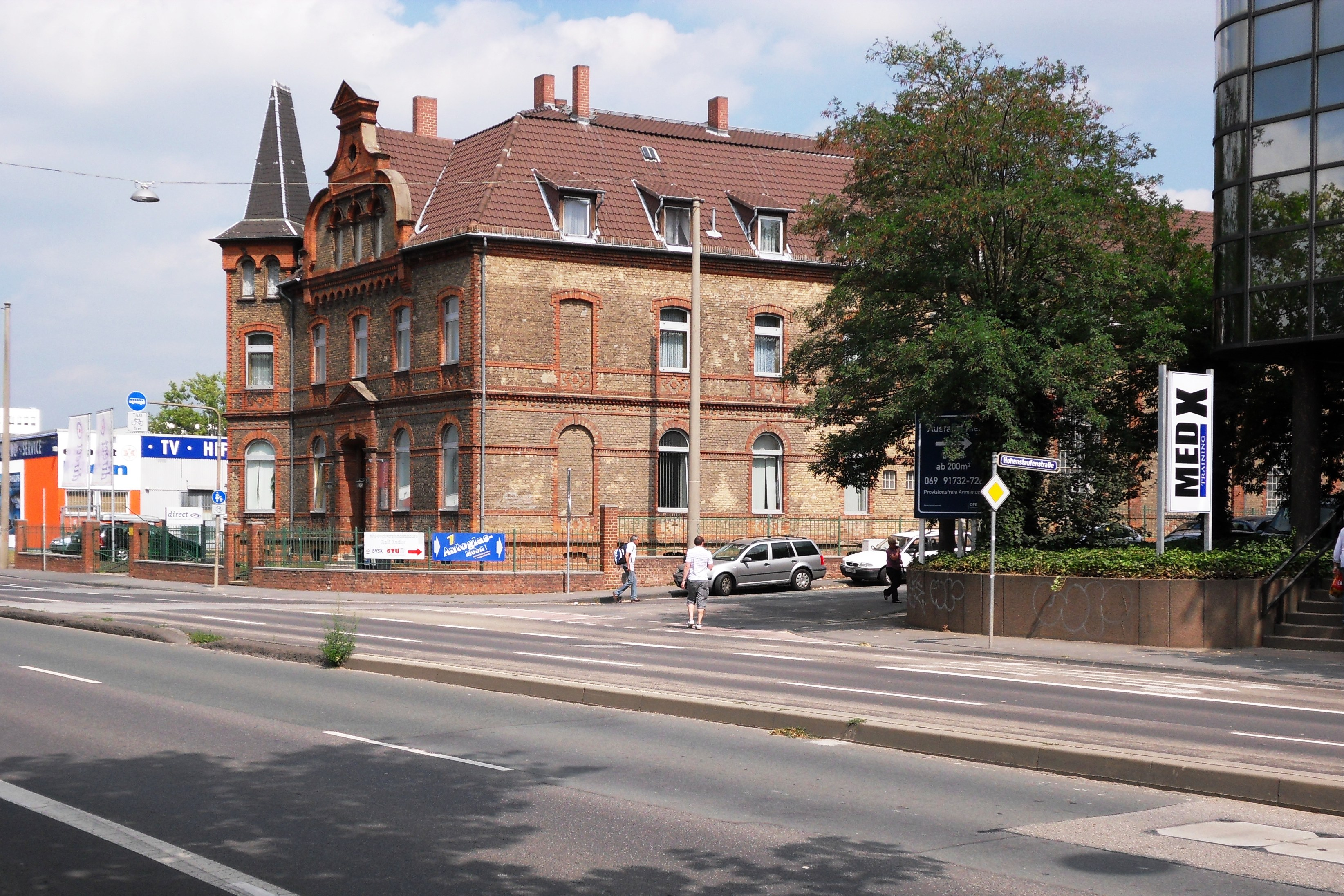
Ehemalige Friedrichs-Halle in der Mainzer Straße 116 aus dem Jahr 1890, letztes Relikt früherer Zeiten
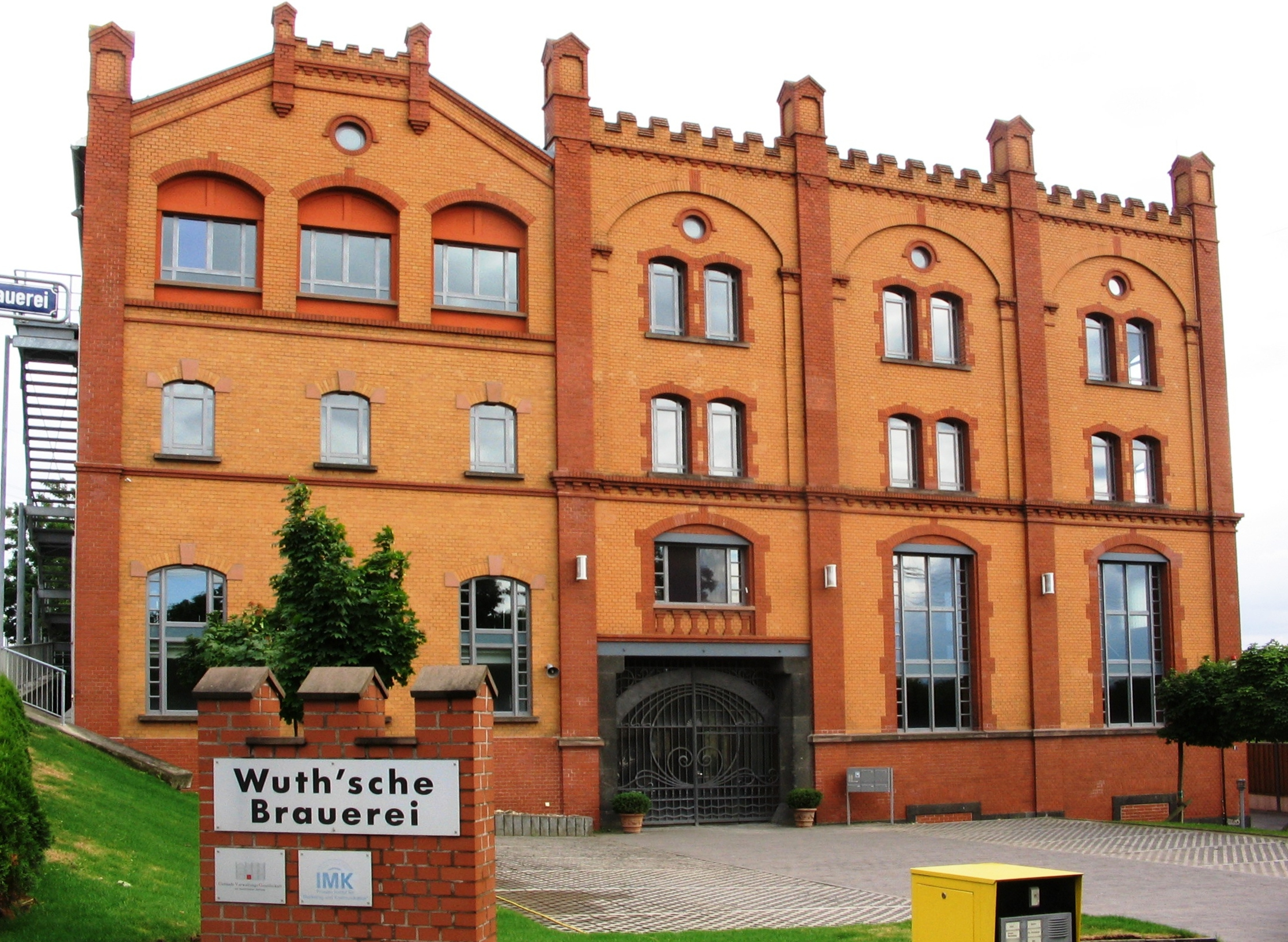
Ehemalige Wuth’sche Brauerei am Ende der Mainzer Straße / Anfang der A 671